# Johann Philipp Kirnberger

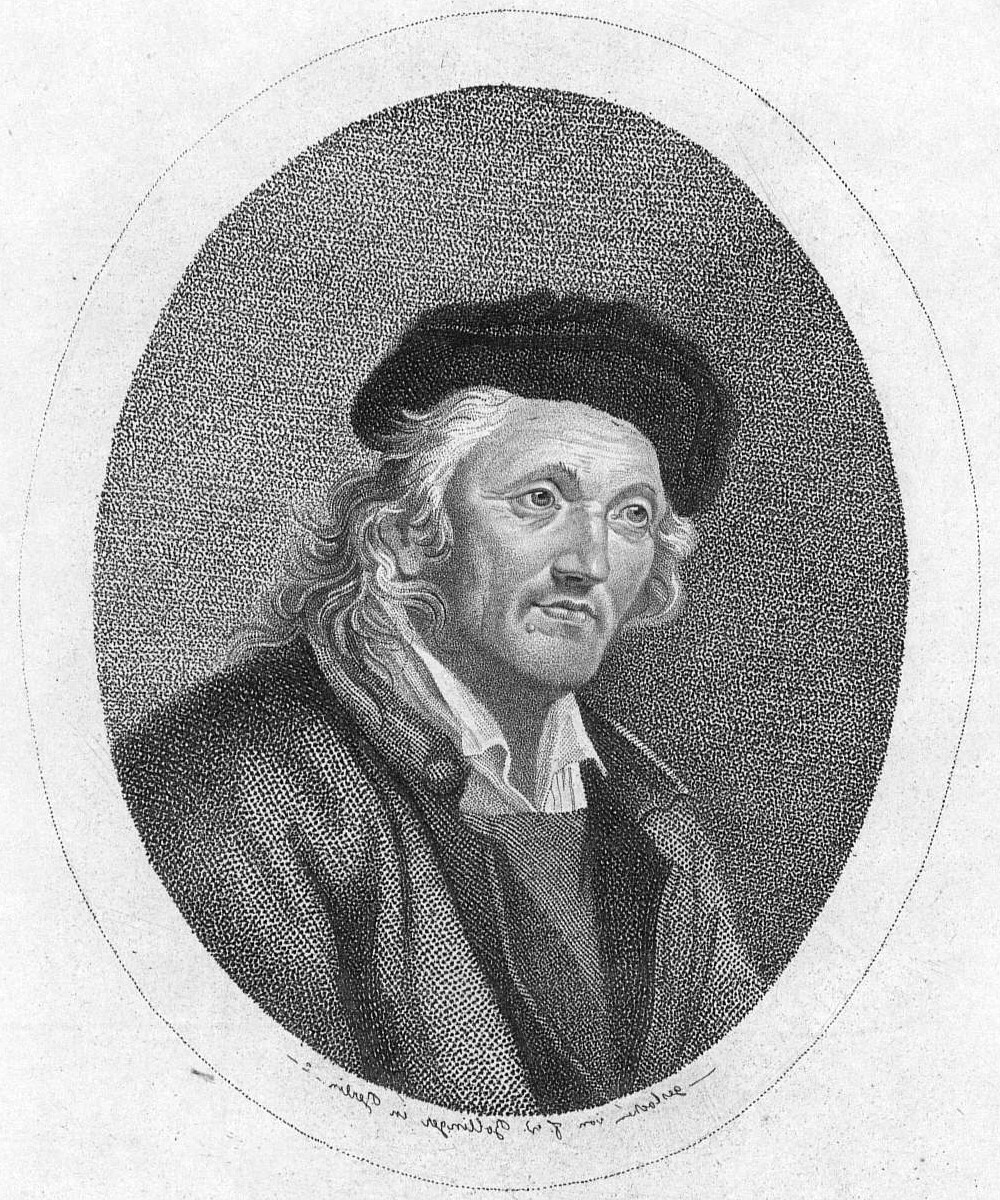
Johann Philipp Kirnberger

Johann Philipp Kirnberger, född 24 april 1721 i Saalfeld, Thüringen, död 27 juli 1783 i Berlin, var en tysk musikteoretiker och kompositör.
Han var lärjunge till David Kellner, Ernst Ludwig Gerber och Johann Sebastian Bach, besatt under åren 1741-50 åtskilliga musiklärar- och direktörsplatser samt blev 1754 kompositionslärare och kapellmästare hos prinsessan Anna Amalia av Preussen i Berlin. Kirnbergers kompositioner är lärda och högligen torra; däremot vann han ett ansett, men överskattat namn som teoretiker, i synnerhet med arbetet Die Kunst des reinen Satzes (1774-79).

## Verk

### Kompositioner
- Sinfonia för 2 Horn, Stråkar och Basso continuo D–dur
- Sinfonia B-Dur
- Sonat Nr. 1 för Flöjt och Basso continuo C-Dur (Berlin 1767, Wever)
- Sonat Nr. 2 för Flöjt och Basso continuo C-Dur (Berlin 1769, Winter)
- Sonat Nr. 3 för Flöjt och Basso continuo ess-Moll
- Sonat Nr. 4 för Flöjt och Basso continuo e-Moll
- Sonat Nr. 5 för Flöjt och Basso continuo F-Dur (Berlin 1763, Birnstiel)
- Sonat Nr. 6 för Flöjt och Basso continuo G-Dur (Berlin 1761, Birnstiel)
- Sonat Nr. 7 för Flöjt och Basso continuo G-Dur (Berlin 1767, Wever)
- Sonat Nr. 8 för Flöjt och Basso continuo G-Dur (Berlin 1769, Winter)
- Sonat Nr. 9 för Flöjt och Basso continuo g-Moll (Berlin 1761, Birnstiel)
- Sonat Nr. 10 för Flöjt och Basso continuo B-Dur (Berlin 1763, Birnstiel)
- Sonat Nr. 1 för Violin och Basso continuo C-Dur
- Sonat Nr. 2 för Violin och Basso continuo c-Moll
- Sonat för Violoncell och Basso continuo C-Dur (Berlin 1769, Winter)
- Sonat för Oboe och Basso continuo B-Dur (Berlin 1769, Winter)
- 10 Triosonater för Flöjt/Violin, Violin och Basso continuo
- Klaversonat i D-Dur
- Klaversonat i G-Dur
- Musicalischer Circul a-Moll
- 8 Fugor för Klaver (Cembalo) och Orgel
- 10 Variationer över "Ich schlief, da träumte mir"
- "Gelobet seist du, Jesu Christ", Orgelkoral
- "Was Gott tut, das ist wohlgetan, Orgelkoral
- "Erbarm dich unser Gott", Motett

### Skrifter
- Der allezeit fertige Polonoisen- und Menuettencomponist (1757)
- Construction der gleichschwebenden Temperatur (c. 1760),
- Anmerkungen über das Allabreve des Herrn Kirnberger in der 3. Sammlung von Marpurgs Clavierstücken (1763)
- die 112 musikalischen Artikel im 1. Teil (Buchstabe A-I) von J.G. Sulzer, Allgemeine Theorie der schönen Künste (1771)
- Die Kunst des reinen Satzes in der Musik in 2 Teilen (1771/76-79)
- Die wahren Grundsätze zum Gebrauche der Harmonie (1773), nach Kirnbergers Unterricht verfasst von J.A.P. Schulz
- Grundsätze des Generalbasses als erste Linien zur Komposition (1781)
- Gedanken über die verschiedenen Lehrarten in der Komposition als Vorbereitung zur Fugenkenntnis (1782)
- Anleitung zur Singecomposition mit Oden in verschiedenen Sylbenmaaßen begleitet (1782)
- Methode, Sonaten aus’m Ermel zu schüddeln (1783)